# Transwestern pipeline
Transwestern pipeline — трубопровід на південному заході США, який сполучає газопромислові райони Техасу, Оклахоми та Нью-Мексико зі споживачами в Каліфорнії та Аризоні.
Газопровід спорудили в 1960 році для поставок на адресу Southern California Gas Company, що займалась дистрибуцією блакитного палива в районі Лос-Анджелеса. За період до 1982 року він пройшов через кілька етапів модернізації та складався з таких головних елементів:
- ділянки Panhandle lateral, що транспортувала газ з басейну Анадарко у суміжних районах Техасу та Оклахоми до південного сходу Нью-Мексико;
- ділянки West Texas lateral, яка починалась на північному заході Техасу та прямувала до південного сходу Нью-Мексико, обслуговуючи видобуток в басейні Перміан на території цих двох штатів;
- основної ділянки від місця з'єднання Panhandle lateral та West Texas lateral на захід через Нью-Мексіко та Аризону до кордону з Каліфорнією.

В 1991 році проклали ділянку San Juan lateral, яка забезпечила подачу ресурсу з басейн Сан-Хуан (суміжні райони північного заходу Нью-Мексико та штату Колорадо). Вона пройшла від газового хабу Бланко на південь та приєдналась до основної лінії біля Thoreau. Це дало можливість розпочати поставки споживачам у Аризоні та спорудити інтерконектор з другою каліфорнійською мережею — Pacific Gas & Electric Gas Transmission (надалі змінила назву на California Gas Transmission Company). З кінця 1990-х через San Juan lateral також міг транспортуватись природний газ із розташованих північніше басейнів Скелястих гір, поданий по трубопроводу TransColorado.
В цей період зростання попиту на блакитне паливо у східних районах потягло за собою модернізацію Transwestern pipeline, що полягала в організації бідирекціонального руху, починаючи від місця приєднання San Juan lateral, на схід. Починаючи з 1995 року, це дозволяло постачати газ басейну Сан-Хуан через інтерконектори з іншими трубопровідними системами в Техасі та Оклахомі. Втім, можливо відзначити, що останні районі вже невдовзі стали одними з центрів «[[Сланцева революція|сланцевої революції]]», яка призвела до стрімкого зростання видобутку.
Протягом свого існування система Transwestern pipeline пройшла через численні модернізації. Станом на 2014 рік її загальна довжина досягла 2600 миль, а потужність становила:
- на ділянці San Juan lateral до 16,6 млрд м3;
- на ділянці від Thoreau у напрямку Каліфорнії до 12,8 млрд м3;
- на ділянці від Thoreau у напрямку Техасу (бідирекціональний рух) приблизно 7,5 млрд м3[1].

Можливо відзначити, що траса Transwestern pipeline в основному збігається з північною гілкою системи El Paso Natural Gas (EPNG). Крім того, з 1992 року Transwestern сполучений перемичкою з Mojave Pipeline, який продовжує згадану EPNG в Каліфорнію та сполучається з Kern River Gas Transmission.